# クロウフォード郡 (インディアナ州)
クロウフォード郡（英: Crawford County）は、アメリカ合衆国インディアナ州の南部に位置する郡である。2010年国勢調査での人口は10,713人であり、2000年の10,743人から0.3％減少した。郡庁所在地はイングリッシュ町（人口645人）であり、同郡で人口最大の町はマレンゴ町（人口828人）である。

## 歴史
クロウフォード郡は1818年に設立された。郡名はこの年にアメリカ合衆国財務長官を務めていたウィリアム・H・クロウフォードに因むという説がある、またフレンチ・インディアン戦争とアメリカ独立戦争で戦い、1782年に現在のオハイオ州ワイアンドット郡でインディアンに火刑に処され頭皮を剥がれたウィリアム・クロウフォードに因むという説もある。クロウフォード郡の郡庁所在地は当初の数十年間レブンワースに置かれたが、後にイングリッシュに移された。

## 地理
アメリカ合衆国国勢調査局に拠れば、郡域全面積は308.72平方マイル (799.6 km2)であり、このうち陸地305.64平方マイル (791.6 km2)、水域は3.08平方マイル (8.0 km2)で水域率は1.00％である

### 主要高規格道路
| - 州間高速道路64号線 - インディアナ州道37号線 - インディアナ州道62号線 | - インディアナ州道64号線 - インディアナ州道66号線 - インディアナ州道145号線 |

### 隣接する郡
- オレンジ郡 - 北
- ワシントン郡 - 北東
- ハリソン郡 - 東
- ミード郡 (ケンタッキー州) - 南
- ペリー郡 - 南西
- デュボイス郡 - 西

### 国立保護地域
- フージャー国立の森（部分）

## 気候と気象
近年、郡庁所在地であるイングリッシュ町の平均気温は1月の21°F (-6 ℃) から7月の88°F (31 ℃) まで変化している。過去最低気温は1977年1月に記録された-31°F (-35 ℃) であり、過去最高気温は1983年7月に記録された104°F (40 ℃) である。月間降水量は10月の3.13インチ (80 mm) から5月の5.06インチ (129 mm) まで変化している。

## 郡政府
郡政府は憲法による政体であり、インディアナ州憲法とインディアナ州法典によって特別の権力を認められている。

### 郡政委員会
郡政委員会は郡政府の立法府であり、郡の歳出や歳入を管理している。委員は郡内の選挙区から選出され、任期は4年間である。給与、年間予算、特別支出を設定する責任がある。郡レベルで所得税や資産税、消費税、サービス税を課する限定付き権限があるが、所得税と資産税は州の承認を要する。

### 行政委員会
行政委員会は郡政府の行政府である。委員は郡全体を選挙区に選出され、任期は4年間で2年毎に半数が改選される。委員の一人、通常は最も経験のある者が議長になる。行政委員会は郡政委員会が決めた法を実行し、税金を集め、郡政府の日々の機能を管理する責任がある。

### 郡裁判所
郡は幾らかの民事訴訟を扱うことのできる小規模裁判所を維持している。判事は4年間任期で選出され、インディアナ州法廷弁護士協会の会員でなければならない。判事を補助するのがコンスタブルと呼ばれる法執行官であり、やはり4年間任期で選出される。特定の事件における判決に対しては、州レベルの巡回裁判所に控訴できる。

### 郡政府役人
上記以外に、保安官、検視官、監査官、財務官、登記官、測量師および巡回裁判所事務官が選挙で選ばれている。任期は4年間であり、郡政府の異なる部門を監督している。郡政府に選ばれる役人は支持政党を公にすることが求めら、また郡の住人でなければならない。
クロウフォード郡はアメリカ合衆国下院議員インディアナ州第9選挙区に属し、2012年時点では共和党議員を選出している。インディアナ州議会上院では第47選挙区に属しており、下院では第73選挙区に属している。

## 人口動態
以下は2000年の国勢調査による人口統計データである。
| 基礎データ - 人口: 10,743人 - 世帯数: 4,181 世帯 - 家族数: 3,056 家族 - 人口密度: 14人/km2（35人/mi2） - 住居数: 5,138軒 - 住居密度: 6軒/km2（17軒/mi2） 人種別人口構成 - 白人: 98.27% - アフリカン・アメリカン: 0.16% - ネイティブ・アメリカン: 0.38% - アジア人: 0.13% - 太平洋諸島系: 0.15% - その他の人種: 0.30% - 混血: 0.61% - ヒスパニック・ラテン系: 0.93% 先祖による構成 - アメリカ人：30.8％ - ドイツ系：21.4％ - アイルランド系：12.7％ - イギリス系：11.7％ | 年齢別人口構成 - 18歳未満: 25.6% - 18-24歳: 8.4% - 25-44歳: 28.4% - 45-64歳: 25.0% - 65歳以上: 12.6% - 年齢の中央値: 37歳 - 性比（女性100人あたり男性の人口） - 総人口: 101.4 - 18歳以上: 97.9 世帯と家族（対世帯数） - 18歳未満の子供がいる: 32.5% - 結婚・同居している夫婦: 59.1% - 未婚・離婚・死別女性が世帯主: 9.5% - 非家族世帯: 26.9% - 単身世帯: 22.5% - 65歳以上の老人1人暮らし: 9.4% - 平均構成人数 - 世帯: 2.55人 - 家族: 2.96人 収入と家計 - 収入の中央値 - 世帯: 32,646米ドル - 家族: 37,869米ドル - 性別 - 男性: 30,649米ドル - 女性: 21,128米ドル - 人口1人あたり収入: 15,926米ドル - 貧困線以下 - 対人口: 16.8% - 対家族数: 11.1% - 18歳未満: 25.4% - 65歳以上: 15.5% |

## 郡区
クロウフォード郡は下記9つの郡区に分割されている。
| - ブーン - ジェニングス - ジョンソン | - リバティ - オハイオ - パトカ | - スターリング - ユニオン - ウィスキーラン |

## 都市と町
| - アルトン - エッカーティ - イングリッシュ - 郡庁所在地 - レブンワース | - マレンゴ - ミルタウン - テイズウェル |

### 未編入の町
- グランツバーグ
- ミフリン
- サルファー
- ウィックリフ

## 教育
郡内には小学校5校、7年生から12年生の中高等学校1校がある。中高等学校はマレンゴ町のクロウフォード郡中高等学校である。

## レクリエーション
郡内のレクリエーション地としては郡北西境界に沿ってあり、オレンジ郡とデュボイス郡にも伸びているパトカ湖と州立貯水池、グランツバーグの南西、フージャー国立の森内にあるヘムロック断崖、マレンゴ町のマレンゴ洞窟、レブンワースの東にあるワイアンドット洞窟、郡の東郡境に沿い、ミルタウンを抜けてハリソン郡との郡境を流れるブルー川がある。郡南部の境の大半は直接オハイオ川に沿っている。